# Marco Fabián
Marco Jhonfai Fabián de la Mora (Zapopan, 21 de julho de 1989) é um futebolista Mexicano que atua como meia. Atualmente, joga pelo Santa Coloma, de Andorra.
Foi convocado à Copa do Mundo FIFA de 2014.

## Títulos

### Guadalajara
- InterLiga: 2009

### Cruz Azul
- Liga dos Campeões da CONCACAF: 2013-14

### Eintracht Frankfurt
- Copa da Alemanha: 2017–18

### México
- Copa Ouro da CONCACAF: 2011
- Torneio Pré-Olímpico da CONCACAF: 2012
- Torneio Internacional de Toulon: 2012
- Jogos Olímpicos de Verão de 2012: Futebol